# Masaran (Bendungan)
Masaran is een bestuurslaag in het regentschap Trenggalek van de provincie Oost-Java, Indonesië. Masaran telt 2111 inwoners (volkstelling 2010).